# Gigaku
Ne doit pas être confondu avec Gagaku.
Le gigaku (伎楽), ou kure-gaku (呉楽) désigne un genre de représentation scénique japonaise importée d’Asie durant la période d'Asuka et reposant sur la danse, la musique et l’usage de masques.

## Histoire
Les documents historiques établissent que le gigaku a été introduit au Japon durant la vingtième année du règne de l’impératrice Suiko (en 612), par un certain Mimaji (味摩之, en coréen : 味摩之)), en provenance du royaume de Baekje à l’époque des Trois Royaumes de Corée. Le gigaku est étroitement lié au théâtre sarugaku (散楽), mais peut être considéré comme une variante venue de Corée et non directement de Chine.
Les acteurs de cette danse masquée recouraient au mime, accompagnant la musique. Trois instruments étaient utilisés durant l’époque de Nara (VIIIe siècle) : la flûte, le tambour chinois (yōko (腰鼓) ou kuretsuzumi (呉鼓),) et le shōban (鉦盤), une sorte de gong remplacé au début de l’époque de Heian par un genre de cymbale (dobyōshi, 銅鈸子).
La seule description du gigaku existante de nos jours se trouve dans le traité de musique figurant dans le Kyōkunshō (ja) écrit par Koma no Chikazane (ja) au XIIIe siècle. Cette description indique que le spectacle commence par le netori (réglage des instruments) suivi d'un prélude instrumental. Ensuite, tous les danseurs et musiciens défilent sur la scène. Une hypothèse avance que le danseur portant le masque du chidō (治道) (« celui qui ouvre la voie ») se trouve en tête de la procession ; d’ailleurs, ce masque est listé en premier sur les registres (資材帳, shizaichō) des temples possédant des masques. La représentation se poursuit avec la danse du lion (shishimai), ainsi que les danses solo du duc de Wu, du lutteur, de l’homme-oiseau Karura et du brahmane.
Il existe deux formes du personnage du lutteur : Kongō (金剛) ou Vajra-yakṣa dont le masque a la bouche ouverte, et Rikishi (力士) qui lui a la bouche fermée,. Il s’agit probablement d’une référence aux deux niō gardant l’entrée des temples, généralement sculptés en train de prononcer le mantra om̐ (a-un en japonais, la première syllabe se prononçant bouche ouverte et la seconde bouche fermée),.
L’aspect caricatural ou exagéré des masques suggère que la nature des représentations tenait du registre comique ou grotesque. C’est en effet le cas des deux parties mettant en scène le Kuron (崑崙) (ou Konron ; en chinois Kunlun nu, qui désigne probablement les Négritos d’Asie du Sud-Est). Dans la scène grivoise, le Kuron s’éprend pour la Gojo (jeune fille du royaume de Wu) et exprime son attirance en battant avec son éventail un symbole de phallus nommé marakata (陽物(マラカタ)). Cette danse comique est parfois nommée marafuri-mai (マラフリ舞, « danse marafuri », c’est-à-dire du phallus exhibé). Ensuite, le Rikishi punit le Kuron en l’attachant par son marakata pour le tirer sur la scène.

## Masques

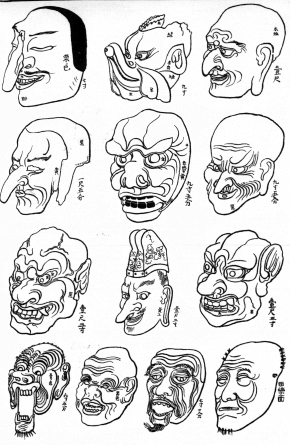
Masques de gigaku du Hōryū-ji.

Description de quelques masques utilisés dans le gigaku (les liens entre parenthèses renvoient vers des images des masques des VIIe et VIIIe siècles entreposés au musée national de Tokyo, et provenant principalement du Hōryū-ji et du Tōdai-ji).
- Chidō (治道?, celui qui ouvre la voie) : mène la procession en début de représentation. Une hypothèse indique que ce masque serait à l’origine des masques de tengu ultérieurs[6] (emuseum).
- Shishi (師子?, lion) : masque de lion dont la mâchoire, les yeux et les oreilles sont articulés[9], d’apparence similaire aux masques de la danse shishimai (danse du lion).
- Shishiko (師子児?, dresseur de lions) : traditionnellement, deux dresseurs accompagnent chaque lion[9] (emuseum).
- Gokō (呉公?, duc de Wu) : désigne à l’origine un prince du royaume de Wu[4] (emuseum).
- Kongō (金剛?, garde) ou Vajra-yakṣa servant le duc de Wu ; yeux écarquillés, sourcils levés, bouche ouverte[7] (emuseum).
- Karura (迦楼羅?) : fait référence à Garuda[4] (emuseum).
- Kuron (崑崙?, ou Kunlun, homme noir) : personnage ridicule qui tente de séduire Gojo, mais est molesté par Rikishi (emuseum).
- Gojo (呉女?, jeune fille du royaume de Wu) : seule femme du gigaku[4] (emuseum).
- Rikishi (力士?, lutteur de sumo) : similaire au Kongō, mais la bouche fermé[7] (emuseum).
- Baramon (波羅門?, brahmane)[4] (emuseum).
- Taikofu (太弧父?, veuf âgé)[10] (emuseum)
- Taikoji (太弧児?, orphelin accompagnant le veuf âgé) (emuseum).
- Suikō (酔胡王?, roi de Perse ivre ou roi Hu ivre)[4] (emuseum).
- Suikojū (酔胡従?, compagnie du Suikō) : environ six à huit ivrognes accompagnent le Suikō[11] (emuseum).